# Sabin Sound Star
Sabin Sound Star（セービン･サウンド･スター）とは、韓国の3S ENTERTAINMENTが開発・発売している音楽ゲームのシリーズ名。通称「3S」。
Ez2Djの直接的な後継作として開発された。そのためシステムやグラフィック等、Ez2Djを踏襲している部分が見受けられる。
2010年3月11日からのロケテストを経た後、2010年4月7日に正式発売され、2012年5月19日「Sabin Sound Star -renascence burst-」にバージョンアップされた。 

## Ez2Djと異なる点
Ez2Djと異なり、スクラッチ、エフェクトボタンが廃止され、かわりにパーカッションボタンが3個搭載された。
パーカッションボタンは叩いても反応するが、センター式になっており手を乗せるだけでも反応するようになっている。
OSにはEz2DjではWindows 98を利用していたが、今作はWindows XPが使用されている。

## ICカードについて
ICカードシステムを採用しており、カードを使用すると、ゲームの記録を保存、ランキングに参加、クエストモードで各チャンネルをクリアして報酬を受け取ることなどが可能になる。
なお、現在はICカードの生産、販売はされていない。

## ゲームモード
- Percussion Mode

パーカッションボタン6個のみを使用するモード。 フットペダルは譜面の速度を調節するときに使用する。
- Arcade Mode

パーカッションボタン3個(1ライン兼用)、5個のキー、フットペダル1つを使用するモード。
- Professional Mode

パーカッションボタンの左の3個(1ライン兼用)と右の3個(1ライン兼用)、10個のキー、フットペダル2つ(1ライン兼用)を使用する上級者モード。
- Quest Mode

ICカードを使用しないと選択できないモード。
4曲で構成されたクエストをクリアしていくモード。 クエストをクリアすると、報酬として曲などを獲得することが出来る。

## 権利関係
権利（筐体を含めて）はWG Publishing社が保有。